# Fritz Crona
Fritz Crona, född 6 september 1924 i Älvdalen, död 9 december 1992 i Kalmar, var en svensk officer i Flygvapnet.

## Biografi
Crona blev fänrik i Flygvapnet år 1947. Han befordrades till löjtnant vid Upplands flygflottilj år 1949, till kapten vid Flygkadettskolan (F 20) år 1956, till major vid Östgöta flygflottilj år 1960, överstelöjtnant år 1965, överste år 1972.
Mellan åren 1968 och 1972 var han chef för Flygvapnets bomb- och skjutskola (FBS). Åren 1972 till 1980 var han flottiljchef för Kalmar flygflottilj (F 12). Den 30 juni 1980 var han med och avvecklade flottiljen. Crona avgick år 1981 som överste.
Crona gifte sig 1950 med Inger Jönsson, tillsammans fick de två barn, Helena och Charlotta.